# Ascensor Merced
El ascensor Merced fue uno de los ascensores de la ciudad chilena de Valparaíso. Inaugurado el 20 de febrero de 1914, está entre los últimos ascensores en haber sido construidos; sin embargo, es el que tuvo la vida más corta, no sobrepasando los seis meses de funcionamiento. Así, fue el tercer ascensor de la ciudad en caer en desuso, después del ascensor San Juan de Dios (1906) y el ascensor Ferroviario (1911).
Con sus 60 metros lineales de recorrido, este ascensor se construyó para conectar a un gran número de habitantes de las laderas del Cerro Mercer y el Cerro La Virgen con el plan de Valparaíso, accediendo a través del inicio del antiguo pasaje Macario Briones. Su sistema motriz era impulsado por agua. Sin embargo, la escasez de esta llevó a su paralización al día siguiente de su inauguración. Estos inconvenientes se sucedieron con la compañía de agua potable, hasta que finalmente el servicio debió paralizarse en menos de seis meses, eliminándose definitivamente de los registros de servicios de transporte a inicios de 1915. Como recuerdo del ascensor, el antiguo pasaje Macario Briones fue rebautizado como pasaje Ascensor. Ningún otro ascensor ha vuelto a conectar directamente con el cerro Merced o el Cerro La Virgen.
El proyecto fue proyectado por Juan Naylor, responsable de planificar otros ascensores de la ciudad, como Los Placeres, La Cruz o Ramaditas.